# Duroides planifrons
Duroides planifrons är en insektsart som först beskrevs av Maximilian Spinola 1852.  Duroides planifrons ingår i släktet Duroides och familjen sköldstritar. Inga underarter finns listade i Catalogue of Life.